# 10 TCN
Năm 10 TCN là một năm trong lịch Julius. 